# Сергєєв Олексій Віталійович
Олексі́й Віта́лійович Сергє́єв (6 серпня 1975 — 29 серпня 2014) — солдат 93-ї окремої механізованої бригади Збройних сил України, учасник російсько-української війни.

## Короткий життєпис
Народився 1975 року в місті Дніпрорудне (Василівський район, Запорізька область). 1993 року закінчив Дзержинське ВПУ № 89, здобув фах муляра. Створив родину; виховували дитину.
У часі війни мобілізований 2 квітня 2014 року, солдат, сапер 93-ї Дніпропетровської окремої механізованої бригади.
Загинув під Іловайськом під час прориву з оточення «зеленим коридором» на перехресті доріг з села Побєда до Новокатеринівки поруч зі ставком — вогнепально-вибухова травма. Загинув разом із значною частиною бійців 93-ї механізованої бригади, які станом на січень 2017-го не ідентифіковані.
Ексгумований пошуковцями Місії «Евакуація-200» («Чорний тюльпан») 11 вересня 2014-го. Похований із військовими почестями як тимчасово невстановлений захисник України у місті Дніпропетровськ.
Після встановлення особи за тестом ДНК перепохований у місті Дніпрорудне, Василівський район.
Без Олексія лишились мама, дружина, син 2006 р.н.

## Нагороди та вшанування
За особисту мужність і героїзм, виявлені у захисті державного суверенітету та територіальної цілісності України, вірність військовій присязі під час російсько-української війни, відзначений — нагороджений
- 9 січня 2016 року — орденом «За мужність» III ступеня (посмертно)[1]
- Його портрет розміщений на меморіалі «Стіна пам'яті полеглих за Україну» у Києві: секція 3, ряд 8, місце 35
- Вшановується 29 серпня на щоденному ранковому церемоніалі вшанування українських захисників, які загинули цього дня у різні роки внаслідок російської збройної агресії[2]
- орден «За заслуги перед Запорізьким краєм» третього ступеня (посмертно)